# Gniewna ławniczka
Gniewna ławniczka (ang. One Angry Juror) – amerykański dramat z 2010 roku w reżyserii Paula A. Kaufmana, wyprodukowany przez wytwórnię Entertainment One.

## Opis fabuły
Film opisuje historię Sarah Walsh (Jessica Capshaw), która odnosi sukcesy jako prawniczka korporacyjna. Kobieta zostaje powołana do ławy przysięgłych. Oskarżonym w procesie o morderstwo jest Walter Byrd – dwudziestolatek z czarnej dzielnicy Chicago. Jego rzekoma ofiara, diler narkotyków, została zastrzelona na oczach rodziny. Jedynym świadkiem, który wskazał na Waltera, była nastoletnia siostra zamordowanego. Początkowo negatywnie nastawiona do adwokata, Sarah zaczyna dostrzegać brak dowodów prokuratury oraz poszlakowy charakter oskarżenia opartego na zeznaniu Rakeshy. Podczas posiedzenia ławników kobieta przekonuje do swojego punktu widzenia kilku osób i doprowadza do unieważnienia procesu.

## Obsada
- Jessica Capshaw jako Sarah Walsh
- Jeremy Ratchford jako Don Burston
- Aaron Douglas jako D.A. Riley
- Shomari Downer jako Walter Byrd
- Michael Jai White jako Derrick
- Imani Hakim jako Rakesha Anderson
- Jonathan Scarfe jako Curtis
- Aaron Pearl jako detektyw Runyon